# 伊東雜音 (1999年出道)
伊東雜音（日语： Itō Noizi，1977年8月9日—），日本遊戲開發者（擔任畫家和原畫家）、插畫家。已婚。成人遊戲品牌UNiSONSHIFT（株式會社SOFTPAL旗下品牌）所屬。出身於兵庫縣加古川市，居住於大阪府大阪市。

## 簡歷
高中時期因接觸到高河優、CLAMP的畫作和卡普空、SNK的格鬥遊戲，立志要成為一名角色設計師。專科學校畢業後加入UNiSONSHIFT，會加入該公司單純只是因為它位於大阪（純粹的地利問題），然而在面試之後才知道那是一間成人遊戲製作公司。擔任畫家的身分學習了3、4年的CG後，在1999年作為《Be-reave》的原畫家出道。並作為該公司之後的主力原畫家活躍。其畫風有隨時性的小許變動，直到《One More@Pieces》的製作階段開始確立風格。2006年發行的《七色★星露》終於在翌年2007年，作為自身參加的遊戲作品第一次電視動畫化。還有擔任輕小說的《灼眼的夏娜》和《涼宮春日》系列的插畫家中，在「這本輕小說真厲害！2008」女性插圖部門第一名搏得一定的人氣，時至今日。

## 人物、逸事
筆名由來是於日本搖滾樂團SIAM SHADE的吉他手DAITA（本名：伊藤大太）本名的姓氏“伊藤”的平假拼音，而來自日本的時為重金屬樂團SEX MACHINEGUNS貝斯手的NOISY筆名英語平假名。而伊東本身筆名的英文官方寫法為為“Ito-Noizi”或“Noizi-Ito”。
後名的本名叫「珠里」。
自畫像是粉紅帶黃的水珠花模樣的外星人。並在2006年夏天的Comic Market 70中將其立體化為毛絨玩具然後商品化（該玩具的名字就叫）。而該玩具也有在動畫《七色★星露》、小說《灼眼的夏娜》的插畫中登場。
平常的活動一般都帶著天然呆的性格，經常被拿去做為（UNiSONSHIFT官方網頁内的職員網誌的其中一部）的內容。而在Comic Market中限定發售的書本或販售中遊戲的初回特典中，就有同捆內容經整理編修後的。
藝人中川翔子曾經在自己的網誌中寫下「雜音姊的年紀居然比我還大」。並因為自稱是《涼宮春日的憂鬱》和《灼眼的夏娜》的粉絲而和伊東成為了好朋友，此外2人也有合作過演出。一方面，伊東對得到附上中川本人親筆簽名的CD和寫真集的事情相當的高興，另外根據中川本人的網誌表示，似乎從伊東手上接到了「還蠻激烈的」春日和實玖瑠的圖。
很積極參加自己所從事的作品的相關活動，並且作為原畫家，她的臉孔和聲音相對有知名度。《灼眼的夏娜》電視動畫化前往錄音現場時，有和配音員伊藤靜互相擁抱。並在自身擔任人物設定的遊戲《七色★星露》衍生的廣播節目「七色★RADIO！夏日特輯」（2007年8月18日）中登場，和動畫配音員們進行討論。
最喜歡的姿勢是「很有精神地一瞬間露出內褲的女孩」。
《灼眼的夏娜》是伊東雜音2002年8月於電話聯絡之後得到的第一份小說插圖工作，這對她來說當然是相當高興的事情。有一次，伊東前往書店，看到小說在書架上以為沒賣出去，想說「被討厭了嗎」，但是《夏娜》的負責編輯三木卻告訴她，因為非常受歡迎，所以在她來書店之前早就已經搶購一空，以至於可以在當天又接到訂單，這讓伊東自己也相當的驚訝。此外，在《灼眼的夏娜》系列畫冊中，伊東作為自己參與作品本身提出了一個主題（要求），向《夏娜》的作者高橋彌七郎請求每次在寫下了一個短篇故事之前進行書面回答主題。
會擔任《涼宮春日》系列的插畫家，其機緣是因為原作者谷川流的責任編輯在上網的時候，將眼睛停在伊東的個人網站上。而谷川不認識同人作品和成人遊戲，會起用伊東完全是出於偶然。動畫版《涼宮春日的憂鬱》大受歡迎之後，媒體訪問谷川時，谷川坐著回應道「《春日》會大賣，都是多得伊東雜音的畫工和動畫幕僚的努力」。

## 作品列表

### 成人遊戲
- Be-reave（原畫）
- 勿忘草 ～Forget-me-Not～（日语：忘レナ草 〜Forget-me-Not〜）（原畫）
- 在稀疏陽光之中搖曳的靈魂之聲（日语：こもれびに揺れる魂のこえ）[注 1]（企劃、原畫）
- Peace@Pieces（日语：Peace@Pieces）（企劃、原畫）
- One More@Pieces（日语：Peace@Pieces）（企劃、原畫）
- 七色★星露（企劃、原畫）
- Flyable Heart（原畫）
- 君之餘影靜靜搖曳（原畫）
- Flyable CandyHeart（原畫）

### 一般遊戲
- 第二小說 ～她的夏天，15 分鐘的記憶～（日语：セカンドノベル 〜彼女の夏、15分の記憶〜）（日本一軟體，插圖）
- Dancing Sword ～閃光～（日语：ダンシングソード 〜閃光〜）（MTO，人物設定）
- 聖騎士之戰（Arc System Works，任務插圖）
- 七色★星露 Pure!!（MediaWorks（今KADOKAWA ASCII Media Works BC製作，KADOKAWA角川GamesBC發行），企劃、原畫）
- 光明與黑暗 續戰篇 羽翼（日语：シャイニング・フォース フェザー）（SEGA，人物設定）
- 神明與命運革命的悖論（日本一軟體，人物設定）
- 火焰之紋章 英雄（任天堂，部分人物設定）
- 新櫻花大戰（SEGA Games，部分人物設定）
- 櫻花革命 ～綻放的少女們～（日语：サクラ革命 〜華咲く乙女たち〜）（SEGA Games，人物設定）

### 電視動畫
- Another（人物原案）
- 劇場版 魔法禁書目錄：恩底彌翁的奇蹟（衣裝設計協力）[注 2]
- Concrete Revolutio ～超人幻想～（人物原案、概念設計）[注 3]

### 插圖、插畫
書籍
- 高橋彌七郎《灼眼的夏娜》系列[4]、《實現之星》系列（MediaWorks電擊文庫）
- 谷川流《涼宮春日》系列（角川書店Sneaker文庫）
- 小林正親（日语：小林正親）《Peace@Pieces（日语：Peace@Pieces）》（enterbrainFami通文庫）
- 市川環（日语：市川環）《七色★星露》（enterbrainFami通文庫）、（UNiSONSHiFT BOOKS）
- 赤香夜《七色★星露 Pure!!》擔當插圖（MediaWorks電擊文庫） 插繪：高見裕紀（日语：たかみ裕紀）
- 神野正樹（日语：神野正樹）《戰鬥女王蜂！》[注 4]（富士見書房Dragon Age Pure）
- 高橋留美子《福星小子》新裝版第13冊附贈由伊東所繪的拉姆插圖（小學館）
- 筒井康隆（星海社）、《穿越時空的少女》（角川書店角川翼文庫（日语：角川つばさ文庫））
- 綾行人《Another》（角川Sneaker文庫）
- 角川漫畫學習系列 日本的歷史3：優雅平安貴族（KADOKAWA）封面插圖[5]
- 知念實希人《天久鷹央》系列（新潮文庫Nex，實業之日本社文庫）
- 市川珠輝（集英社DASH X文庫（日语：ダッシュエックス文庫））
- 真先（AND NOW之會）封面插圖
- 筒城灯士郎（星海社）
- Comic Market98目錄表紙插圖[6]

動畫
- 月詠 ～MOON PHASE～（第15話片尾插圖）
- 加奈日記（第12話片尾插圖）
- 我的妹妹哪有這麼可愛！（第10話片尾插圖）
- 我們没有翅膀（第6話片尾插圖）
- 刀劍神域（第5話背景提供）
- 問題兒童都來自異世界？（第1話片尾插圖）
- 如果折斷她的旗（第12話片尾插圖）

### 插圖小說
- （《電擊文庫MAGAZINE》2008年11月增刊號短篇作品）

### 漫畫
- 作夢的吸血鬼[注 4]（enterbrain《Magical cute Premium》連載，之後收錄於《紅蓮》）

### 畫冊
- （MediaWorks，2005年） ISBN 4-8402-2898-1
- （MediaWorks，2007年） ISBN 978-4-8402-3987-5
- （角川書店，2009年4月）ISBN 978-4-04-854298-2
- （MediaWorks，2009年8月） ISBN 978-4-04-867990-9
- （角川書店，2013年5月） ISBN 978-4-04-110408-8
- （MediaWorks，2013年8月） ISBN 978-4-04-891321-8

### 其它
- 日本橋Project（日语：でんでんタウン）形象角色「音音」人物設定
- 中川翔子CD封套、LIVE演唱會服裝的造型設計
- （應用）罐頭綠茶 190g
- 2011年7月1日至10月24日在寶塚市立手塚治虫記念館（日语：宝塚市立手塚治虫記念館）舉辦「osamu moet moso —feat.伊東雜音—」畫展。
- 2011年10月28日參加母校大阪設計專門學校（日语：大阪デザイナー専門学校）舉辦的學園祭活動中進行演講。
- 簡訊御禮！手機大喜利（日语：着信御礼!ケータイ大喜利）原創角色「大喜利子」的造型設計
- DJ和（日语：DJ和）CD「J-動畫神曲祭」系列封套設計
- 虛擬YouTuber「天神子兔音」人物設定
- 22/7「瀨良穗乃花」人物設定

## 同人活動
富士壺機械（平假名：。方便上都記為）是由伊東雜音主宰的同人團體。成立以來曾有一段時期作為Cosplayer參加。

## 譯名
在之前，中文圈和代理部分輕小說的台灣角川一直稱伊東雜音為日文原文。2007年初，有個畫風非常接近的新人「伊東雜音」加入UNiSONSHIFT，自畫像是的自畫像的輪廓，但本人說過類似「明明是同志卻沒見過面」的話。各媒體也有把兩人作出比較。部分人開始以「伊東雜音」作為的譯名。
於2008年2月16日的第16屆台北國際書展裡，與《灼眼的夏娜》原作小說家高橋彌七郎共同被台灣角川邀請，來台舉辦《灼眼的夏娜》的簽名會（該次來臺共舉辦兩場簽名會，第二場是在微風廣場的紀伊國屋書店舉行）。因媒體考慮會有讀者看不懂日文，而回應可以「伊東雜音」為的通用漢字，其後在2008年8月香港動漫電玩節中的簽名會中也是以「伊東雜音」為譯名。

## 腳註

## 外部連結
- （日語）
- 伊東雜音官方個人部落格，存于 （日語）
- 伊東雜音的X（前Twitter） （日語）
- （日語）
- （日語）—同人團體「富士壺機械」官方網站。
- UNiSONSHIFT（所屬公司，需確認年齡） （日語）
- （日語）
- 「日本橋Project」形象角色「音音」造型設計官方網站 （页面存档备份，存于） （日語）
- 香港動漫電玩節官方網站 （繁體中文）